# Brasília de Minas
Brasília de Minas là một đô thị thuộc bang Minas Gerais, Brasil. Đô thị này có diện tích 1398,563 km², dân số năm 2007 là 31165 người, mật độ 22 người/km².